# 全家便利商店
25°03′22.1″N 121°31′22.8″E / 25.056139°N 121.523000°E
全家便利商店（簡稱全家）在臺灣的經營體系，連鎖便利商店FamilyMart，成立於1988年8月18日，2002年2月25日正式掛牌上櫃。全家的市場佔有率已經排名全臺第二大便利商店，據點數量僅次於統一超商。

## 歷史沿革

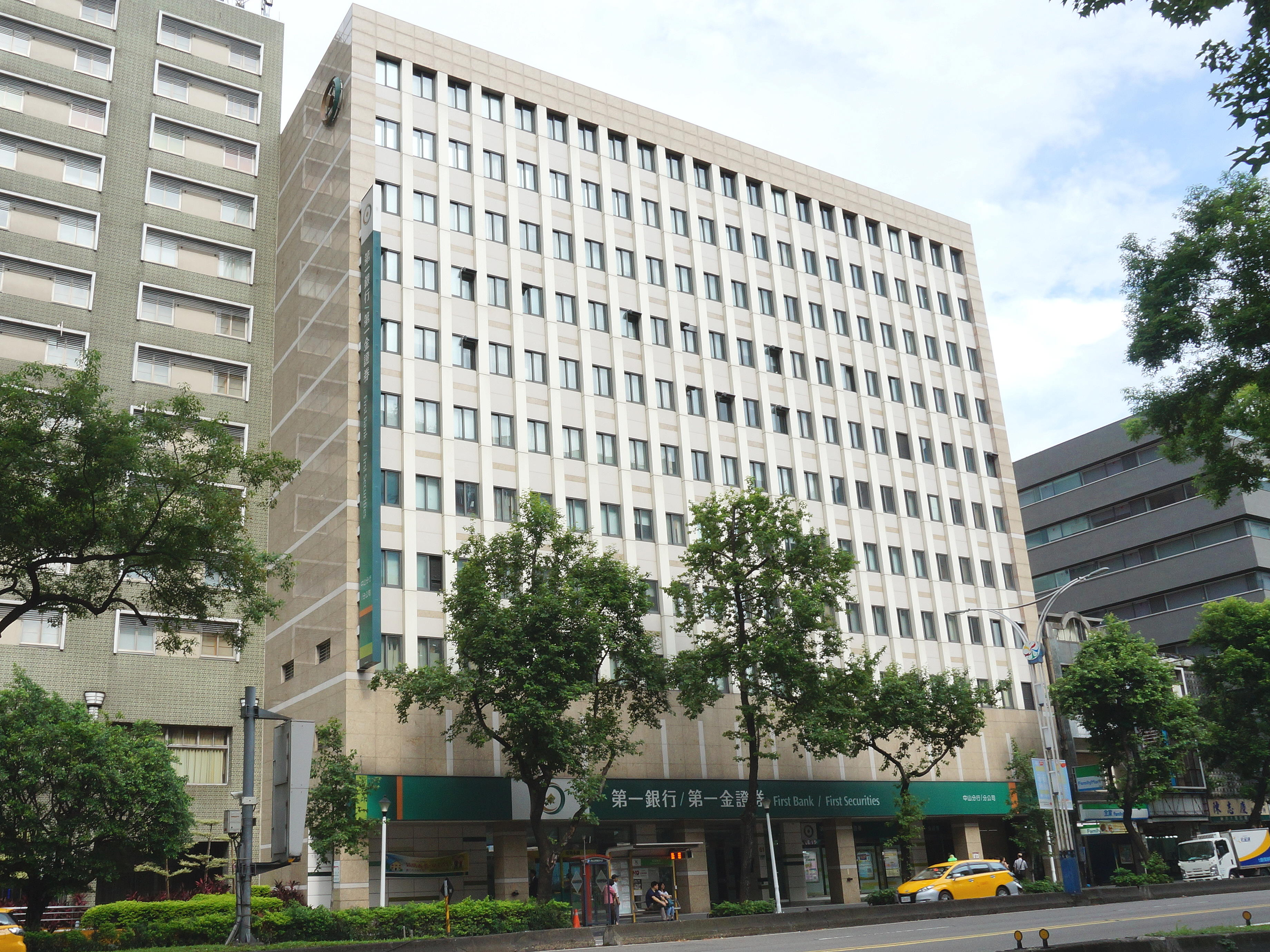
全家便利商店總部位於第一銀行中山大樓

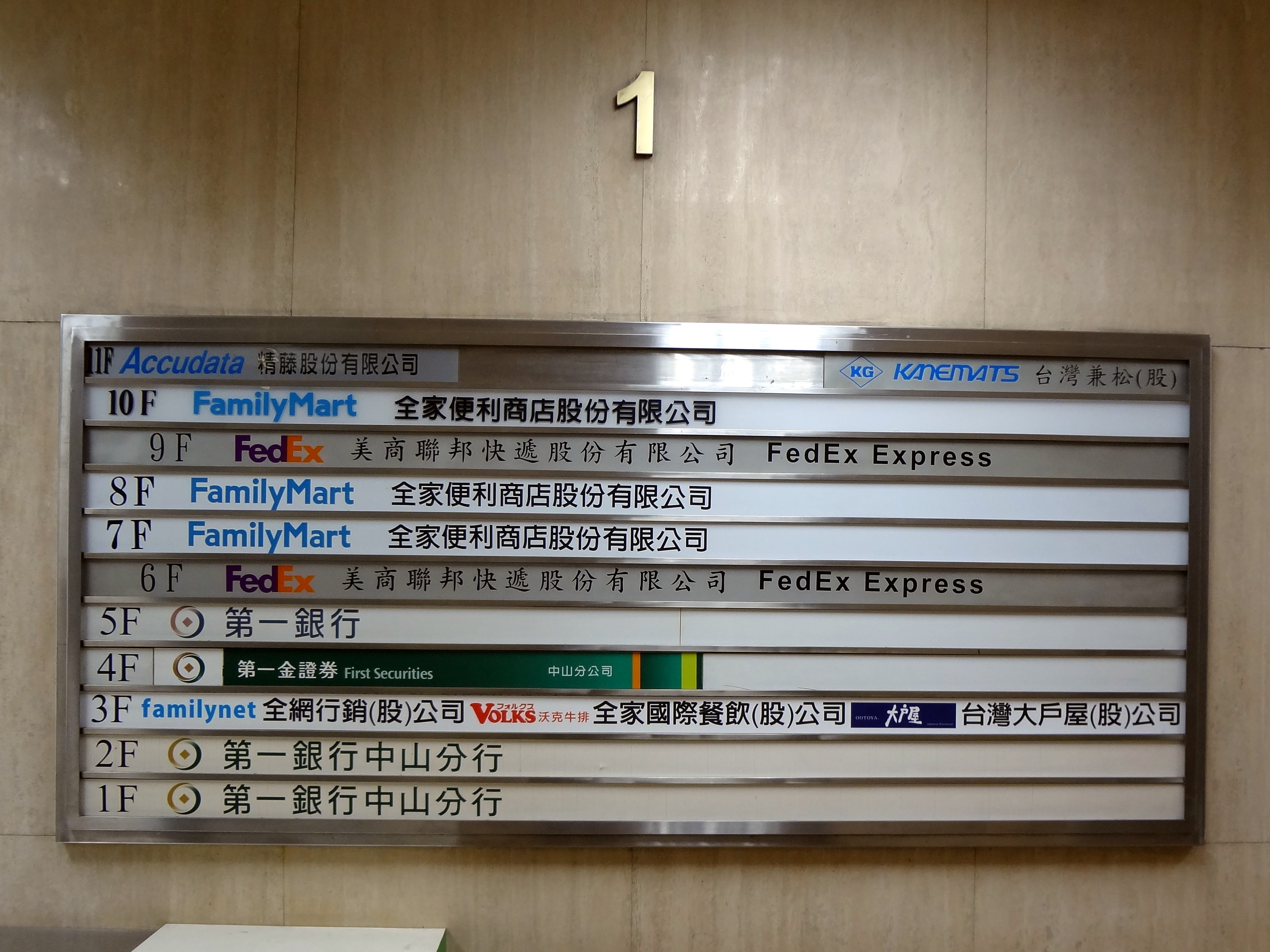
全家便利商店總部位於第一銀行中山大樓

- 1988年8月18日，由國產汽車的禾豐企業集團、西武集團和伊藤忠商事合資，在臺北市中山區成立全家便利商店股份有限公司，是FamilyMart第一個海外據點。
- 1988年12月2日，第1家門市「館前店」於臺北市中正區館前路59號1樓開幕（此門市已於2007年12月底結束營業）[1][2]。
- 1989年3月，成立子公司全台物流股份有限公司負責麾下各店的物流配送服務。
- 1989年6月，臺灣臺北縣（今新北市）首間門市板橋華興店開幕。
- 1990年，FC加盟系統正式展開。
- 1992年，第100家門市豐禾店於臺灣臺北市松山區開幕。
- 1997年，第500家門市臺中漢口店於臺灣臺中市北區開幕。
- 1998年，首創與台北市政府簽約代收停車費，提供代收服務，係臺灣便利商店代收服務先驅。
- 1998年，因禾豐集團爆發掏空案，中華開發工業銀行向國產汽車旗下全家便利商店以每股新臺幣二十元購買二千一百萬股股票。
- 2000年，第1,000家門市仟囍店於臺灣臺北市中正區開幕（後因租約到期，轉至第1家店附近重開新仟囍店）。
- 2001年3月，「羅東南門店」和「羅東公園店」於宜蘭縣羅東鎮開幕，為全家首次在臺灣東部開設店面[註 1][3]。
- 2002年，股票於中華民國證券櫃檯買賣中心上櫃。
- 2003年7月1日，與臺灣糖業公司締結契約，接手蜜鄰便利商店43家營運績效較佳的門市；全家15週年慶時，第1,500家門市富陽店於臺灣臺北市中正區開幕。
- 2004年4月，全家與屏榮實業合作成立[4]屏榮食品桃園大溪廠，供應全家北台灣區域（含金門、馬祖）生鮮食品。
- 2004年，於花東地區開始展店；與日本Family Mart合資成立上海福滿家便利有限公司，開始在中國上海地區展店。
- 2005年，第1,700家門市「彰化線西店」於臺灣省彰化縣線西鄉開幕，是第一家郊區型店舖概念的門市[5]。
- 2006年12月13日，第2,000家門市「瑞湖店」於臺灣臺北市內湖區開幕，是全家首度導入多重複合式專門店概念的門市[6]。
- 2007年2月9日，首創走動式便利商店，位於花蓮縣兆豐農場的「兆豐極簡店」為其代表。
- 2007年3月，與奇菱科技子公司前線媒體共同成立超商通路媒體「Fami Channel」，利用店內空間設置大型螢幕播放影像廣告。
- 2007年4月1日，開始接受悠遊聯名卡消費。
- 2007年4月，綠島店於臺東縣綠島鄉開幕，首次於臺灣本島以外的島嶼開設店面[7]。
- 2007年7月，推出FamiPort多媒體機台服務。更改商標，塊狀商標變更為與日本Family Mart於1998年發表相同之圖案，陸續將「微笑的太陽與星星」圖案改為「Family Mart」字樣；同時為了全球招牌一致，將各店正面招牌之「全家便利商店」字樣更改為「全家Family Mart」。
- 2007年8月，與福客多便利商店簽定營業權讓與暨加盟的正式契約，交易金額新臺幣4億元，完成與福客多商店157店舖之營業權轉讓，為業界第一樁整併案。[8]
- 2007年8月23日，行政院公平交易委員會審核通過與福客多便利商店的法人加盟合併案。
- 2007年10月，與華福食品合資成立晉欣食品股份有限公司。
- 2007年10月，與日本小善合資成立台灣小善食品股份有限公司。
- 2007年12月，獨家首創便利商店通路與Happy Go集點卡之合作模式。
- 2008年9月22日，全家跨軍商場經營，首家商場—中國文化大學商場開幕。[9]
- 2008年12月，「FamiPort」推出店到店寄件服務，瞄準小型包裹市場。
- 2009年2月，推出廢電池換點心活動。
- 2009年6月，全家與工業技術研究院簽署「能源管理系統」技術移轉授權契約，全家正式跨入新節能時代，並擴大裝設能源管理系統100店。[10]
- 2009年11月2日，「全家伯朗咖啡館」品牌上市[11]。
- 2010年3月，環保回收業務擴大，領先CVS同業導入廢手機、廢筆電回收作業，推動全民環保。
- 2010年9月16日，與吉野家旗下公司「DON株式會社」簽約成立全家國際餐飲股份有限公司，正式跨足餐飲領域。
- 2011年5月19日，澎湖縣首間門市（澎湖馬公店、澎湖朝陽店、澎湖海洋店）同時開幕[12]。目前全家為唯一在澎湖縣所有行政區皆有分店的便利商店（統一超商未在望安開設分店）。
- 2011年6月，成立「全家國際餐飲股份有限公司」，首度跨足餐飲業，導入日本最大牛排連鎖餐館企業株式會社don之VOLKS品牌，台灣第一家店於6月29日開幕。
- 2011年8月23日，CVS獨創台胞証代收，進行台胞証加簽代收送服務。
- 2011年8月，投資亞東電子商務股份有限公司。
- 2011年10月，嘉義博東店開幕，為首家通過內政部建築研究所認證「生態、節能、減廢、健康」的綠建築便利商店[13]。
- 2012年4月，榮獲《數位時代》「2012綠色品牌大調查」通路服務類特優。
- 2012年4月，2012的品牌形象廣告推出三集15分鐘微電影，獲得2012 4A YAHOO創意獎銀獎。
- 2012年4月，「澎湖吉貝店」於吉貝嶼開幕，進駐離島風景區。
- 2012年9月26日，併購大戶屋，進軍日式定食市場，並同步取得大戶屋中國全區經營權。[14]。
- 2013年3月，於鑫德門市開始推出Fami現打果汁與Fami霜淇淋，成為2013年度網路熱門討論商品。
- 2013年7月，首次參加高公局國道服務區經營權標案，標得國道1號新營服務區經營權，3月～7月間重新裝修，於2013年7月26日開幕，經營權合約6年（經營至2019年2月18日），預估每年業績可增1.5億。
- 2013年10月，淘寶10月16日宣布與全家便利商店合作，推出「跨境網購店取服務」，消費者只要在淘寶下單，就可直接在全家取貨。這也是淘寶首次和台灣便利商店合作，讓兩岸網購物流跨出一大步。
- 2013年10月，入股歐付寶第三方支付公司2,250萬元，約占該公司股份4%。
- 2013年11月26日，宣布正式推出自有品牌「FamilyMart Collection」。
- 2013年8月，全家與愛情公寓合作，開啟虛擬社交網路可以線上互贈咖啡，然後到實體通路兌換咖啡。
- 2014年4月，開發創新服務『宅配轉店取』，與新竹物流合作消費者可於宅配無法當下收貨時，貨物轉向於就近的全家門市。
- 2014年7月7日，開始接受一卡通消費。
- 2014年10月，全台首家便利商店，可透過多媒體事務機FamiPort購買比特幣，此為與幣託合作所推出的服務，吸引國外媒體報導[15][16]。
- 2014年10月，榮獲經濟部2014台灣創新企業-前20強。
- 2015年1月，擴展鮮食生產線，[4]屏榮食品(股)公司新豐廠，正式加入北台灣區域生鮮食品生產行列。
- 2015年1月，全家因應赴中國大陸擴展餐飲事業轉投資成立上海全餐管理有限公司。
- 2015年1月7日，FamiPort推出行動APP「My FamiPort APP」。
- 2015年3月20日，與義美合作設立義美專櫃。
- 2016年5月1日起，新增夏季制服，為黑底POLO衫；冬季則維持原樣，白色襯衫加上領帶與綠色夾克。5月～10月為夏季制服，11月～4月為冬季制服。
- 2016年6月8日，全家第3,000家門市「天強店」（店號：024087）於台北市天母（中山北路6段）開幕，是「全家×天和鮮物」第2家複合店[17][18]。
- 2016年9月30日，遠鑫電子票證公司（9/30）表示，HappyCash「有錢卡」自10月1日起於全台全家便利商店，開通消費、加值與購卡服務[19]。
- 2016年11月4日，全家成功進駐購物中心，「巨城店」將於新竹市Big City遠東巨城購物中心開幕。
- 2016年12月，全家與17Life共同合作開啟咖啡寄杯功能，台灣第一起咖啡能透由數位平台進行咖啡寄杯，讓消費者可寄杯後在任何一家全家店舖，進行咖啡兌換。
- 2017年3月，關係企業「福比股份有限公司」新豐麵包廠正式營運。
- 2017年4月，成立「食品實驗室」。
- 2017年6月27日，暨過去愛情公寓於虛擬社交互贈咖啡兌換經驗，並於2016年12月與17life 共同推動咖啡寄杯服務，全家這次以會員服務功能推出『商品預售』功能，讓咖啡寄杯可跨店領取，也可轉贈，改變了cvs咖啡銷售商業模式。
- 2017年8月18日，全家進駐桃園市政府市政大樓，「桃園市府店」於當天開幕[20]。
- 2017年9月21日，推出台灣與日本跨境店到店寄、取件服務。
- 2017年10月27日，全家進駐澎湖新公車總站1樓，「澎湖民族店」於當天開幕[21]。
- 2018年6月1日，因終止與音樂公播協會合作，自當天起全家店內廣播改播自家企頻廣播（即Fami Radio）[22]。
- 2018年6月29日，「和平梨山店」開幕，因位於海拔1983公尺處，號稱全國最高的「全家」。
- 2018年10月，全家為台灣通路第一家導入Clean Label潔淨標章，並導入慈悅國際與穀研所專業機構評鑑，以通路推廣食品少添加之路，攜手超過百家廠商共同打造「全家Clean Label少添加食品產業聯盟」。
- 2018年12月，全家Let's cafe 品牌旗艦店-「敦新店」開幕，讓消費者享有咖啡店的體驗及服務。
- 2018年12月22日，金門首間門市「金門大學店」開幕，為全國最西邊的門市。
- 2018年12月24日，位於圓山大飯店麒麟廳的「圓山飯店店」開幕，為全台首家開進五星級飯店內的便利商店。
- 2018年，歡慶30週年，首家科技概念店開幕。
- 2019年，推出「生活服務類」複合店型，首家自助洗衣複合店- 三重集勇店，APP應援全方位懶人洗衣法，「免空等」「免投幣」「免投皂」提供創新消費體驗。
- 2019年，榮獲「2019年遠見CSR企業社會責任獎」的傑出方案-公益推動組楷模獎。
- 2019年，與郵局合作，導入郵局便利包店寄宅服務。
- 2019年，標下台鐵車站32個據點。
- 2019年，店到店服務延伸上游再進化，推出全家品牌C2C服務平台『好賣+』。
- 2019年，全家關係企業「全餐」第三品牌bb.q CHICKEN開幕。
- 2019年11月29日，「馬祖福澳店」於當天開幕，至此全家完成中華民國各縣市展店，也改變統一超商獨佔馬祖便利商店的局面[23]。
- 2020年，全家好開店、好店+正式上線，承諾3年僅收運費的開店平台[24][25]。
- 2020年，攜foodpanda擴大外送店到宅服務。
- 2020年，搶攻團購商機 LINE社群電商「全+1行動購」上線。
- 2020年，全家進軍電子支付市場，推出「全盈支付」，總資本額預計為新台幣7.6億元，邀請網路家庭旗下的拍付國際資訊股份有限公司（Pi 拍錢包）以及玉山銀行參與投資，使全盈支付成為台灣第一家由實體零售、電子商務、銀行等虛實商業結合傳統金融，共同成立的專營電子支付機構[26]。
- 2020年10月「全家」×「看見•齊柏林基金會」， 5年1億零錢捐群募計劃起跑。
- 2020年12月 全台首創便利商店EC到府收件平台-「收貨通」上線。
- 2021年2月7日，全家得標的省道台61線休息站口湖休息站正式開幕，為台灣首座省道休息站。
- 2021年5月，全家以「Clean Label食品少添加」榮獲〈遠見雜誌 企業社會責任獎社會創新組楷模獎〉，為首間獲得社會創新肯定的零售通路企業。
- 2021年8月，全家推出超商首款取得Clean Label 雙潔淨標章認證的鮮食產品-「皇后土司」。
- 2021年10月，「全家」冠名贊助「高雄全家海神隊」，挺台灣職業籃球 ，打造通路第一支職籃隊。
- 2021年10月，全家便利商店連續三年蟬聯「臺灣服務業大評鑑」服務品質金牌獎。
- 2021年12月，全家便利商店五度蟬聯「Buying Power採購獎」首獎。
- 2022年2月16日，旗下新品牌FamiSuper選品超市店「龍普店」（店號：020751）、「竹北新華興店」開幕[27]。
- 2022年4月，全家便利商店旗下支付品牌“全盈支付”開業。
- 2022年6月17日，通過晉欣食品股份有限公司股權收購，晉欣食品成為全家便利商店全資子公司。
- 2022年7月21日，全家金門小金門店盛大開幕，成為全中華民國最西邊的便利商店。目前為止全家在金門累計開設14家門市。
- 2022年12月15日，萬寶開發從陷入經營權之爭的泰山企業手中買下全家便利商店近2成股權，成為全家第二大股東。衝突方龍邦集團則對此揚言要連全家買家一起告。[28]
- 2023年1月1日，慈濟基金會關渡靜思堂啟用。關渡靜思堂2樓設置之全家便利商店關渡慈濟店，已先於2022年12月28日開幕，標榜台灣第一家素食便利商店。

## 組織
- 股東會
- 董事會
  - 審計委員會
  - 薪酬委員會
  - 誠信經營推動委員會
- 董事長
  - 稽核室
- 總經理
- 副總經理
  - 總經理室
  - 加盟諮商室
  - 公共事務暨品牌溝通室
  - 數位轉型辦公室
  - 永續發展委員會
  - 經營企劃本部
    - 物流品保本部
    - E-R事業本部
    - 商品本部
    - 營業業務本部
    - 開發業務本部
    - 地區營業本部
    - 管理本部
    - 資訊本部

## 外部連結
- （繁體中文）官方网站
- （繁體中文）全家FamilyMart的Facebook專頁
- （繁體中文）全家的Instagram帳戶
- （繁體中文）YouTube上的全家頻道